# 델로스 동맹

기원전 431년 펠로폰네소스 전쟁 전 델로스 동맹

델로스 동맹은 페르시아의 재습격에 대비할 것을 명분으로 하여 기원전 477년의 봄, 아테네를 맹주로 이오니아나 아이올리스 그리고 에게해의 여러 섬에 있는 폴리스가 가맹하여 결성된 동맹(제1회 아테네 해상 동맹)이다. 이 목적을 위해서 가맹 각국은 군함과 수병을 제공하든가 공부금(貢賦金)으로 대납하든가 하는 의무를 졌다. 많은 가맹국은 안일을 구하여 후자를 택했으므로 결국 아테네가 이들 동맹군 자금을 사용하여 군비를 부담하지 않으면 안되게 되었다. 그리하여 아테네의 무력은 한층 더 강대해지고 후일 그 때문에 제국주의화하는 계기를 주게 된다. 즉 공부금의 사정이나 징수하는 '동맹 재무위원'이 아테네 시민에서만 선출하도록 되어 있던 예에서도 볼 수 있듯 원래 아테네 '익찬(翼贊)'적 체제였지만 처음에는 명칭대로 에게해 중앙 델로스 섬에 두고 있던 동맹 금고를 기원전 454년에 아테네에 옮기고서는 아테네는 이를 더욱 노골적으로 사물화(私物化)해 갔다.
동맹이란 명분 아래 처음에는 '대전'중에 등을 돌린 폴리스에 대한 응징, 후에는 아테네 체제에 대해 반항적인 동맹국에의 무력 제재, 결국 대(對) 페르시아 방위 목적을 이탈하여 동맹의 존재 이유를 위태롭게 하는 군사 행동이 끈질기게 계속된다. 기원전 449년 봄 '카리아스(Carias, 講和使節)의 평화'가 성립하여 페르시아 전쟁이 정식으로 종결했음에도 불구하고 억지로 끌어가는 아테네에 의해 동맹은 해산되지 않는다. 동맹 기금은 아테네 시민의 구휼이나 여러 공무 일당 및 국영 건축에 유용 소비되는 등 빗나가는 행위가 이 때부터 비롯된다. 동시에 동맹 각국에 대한 내정 간섭이나 강제, 재판 자치권의 침해 등, 동맹은 아테네 제국주의의 도구로 변하였다. 그리하여 이 '안보 체제'에서 이탈하려는 폴리스가 차츰 증가하고, 반(反) 아테네적인 펠로폰네소스 동맹이 그것에 얽히어, 양자의 대립은 펠로폰네소스 전쟁을 일으키기에 이른다.

## 같이 보기
- 아테네 민주주의